# Phytomyza gelida
Phytomyza gelida är en tvåvingeart som beskrevs av Spencer 1969. Phytomyza gelida ingår i släktet Phytomyza och familjen minerarflugor.
Artens utbredningsområde är Alaska. Inga underarter finns listade i Catalogue of Life.